# Can Puig Bufer
Can Puig Bufer és una masia d'Òdena (Anoia) inclosa a l'Inventari del Patrimoni Arquitectònic de Catalunya documentada des del segle xi.

## Descripció
Masia encimellada dalt d'un turó. Té un gran mur que tanca la façana principal. I un pati davanter. Mostra diversos cossos afegits a l'original. Aquest té la porta d'entrada d'arc de mig punt adovellat i a les finestres els brancals, així com l'ampit de carreus.
En el pati exterior hi ha una pallissa, d'uns 200 metres quadrats, que també forma part de la masia i que va ser afegida a posteriori.

## Història
Havia estat una masoveria de can Rumbà. Tal com es detalla en la memòria tècnica del Mapa del Patrimoni Cultural d'Òdena, realitzat per la Diputació de Barcelona, la masia té l'origen en una torre de defensa que ha anat sent modificada posteriorment amb l'afegit de diversos cossos. La masia està documentat des del segle xi. En la porta que tanca el pati hi ha la data inscrita del 1676.